# Orgasmus (Cocktail)

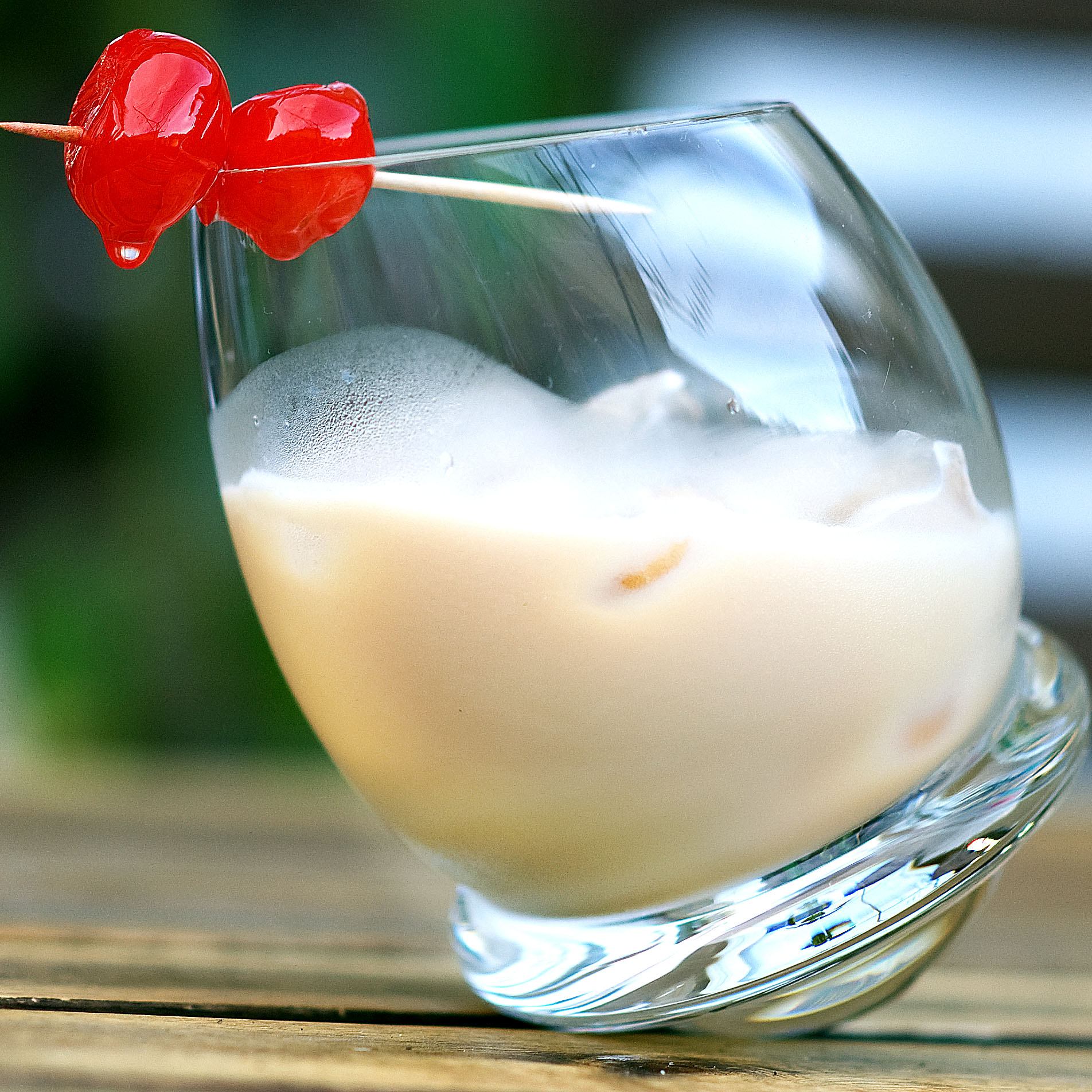
Orgasmus-Variante

Orgasmus oder Orgasm (engl. = Orgasmus) ist eine gelegentlich anzutreffende Bezeichnung für Cocktails, insbesondere Kurze und Partygetränke, und kommt auch in Kombinationen vor wie in Screaming Orgasm (mit Anspielung auf die weibliche Ejakulation). Es kursieren sehr unterschiedliche Rezepturen, allerdings ist oft Sahne oder ein Sahne-Likör wie Baileys enthalten, darüber hinaus je nach Variante Kaffeelikör, Amaretto, Wodka, Sambuca oder Orangenlikör. Der Name könnte entstanden sein, weil einige Mischungen optisch an Sperma erinnern. Baileys wird in Deutschland erst seit 1979 vertrieben, entsprechende Mischungen haben sich vermutlich in den 1980er Jahren verbreitet.
Ein Rezept aus zwei Orangenlikören und Baileys wurde bis Ende 2011 auf der Website der International Bartenders Association veröffentlicht, inzwischen aber von der Liste der Official IBA Cocktails gestrichen.
Der Cocktail fand, wenn überhaupt, eher als Negativbeispiel Beachtung und wurde zum Beispiel „das Getränk für alle Proleten und Schmerzbefreiten“ genannt.
An der klassischen Bar spielen Orgasmus oder Orgasm genannte Mixgetränke keine Rolle; in der Fachliteratur, in Lehrmaterialien für die Barkeeper-Ausbildung oder literaturbasierten Online-Datenbanken werden keine entsprechenden Rezepturen aufgeführt.